# José Ramírez (baseball, 1992)
Ne pas confondre avec José Ramírez (baseball, 1990).
José Ramírez (né le 17 septembre 1992 à Baní, République dominicaine) est un joueur d'utilité des Guardians de Cleveland de la Ligue majeure de baseball.

## Carrière
José Ramírez signe son premier contrat professionnel en 2009 avec les Indians de Cleveland. Dans les ligues mineures, où il débute en 2011 avec un club-école des Indians, il est joueur de deuxième but mais évolue aussi à l'occasion au poste d'arrêt-court.
Rappelé du niveau Double-A des ligues mineures, Ramírez fait à 20 ans ses débuts dans le baseball majeur avec Cleveland le 1er septembre 2013. Il dispute 15 matchs des Indians dans le dernier droit de la saison, obtenant 4 coups sûrs, dont un triple, en 12 présences au bâton, avec 5 points marqués. Il réussit son premier coup sûr dans les majeures le 9 septembre 2013 contre le lanceur Ervin Santana, des Royals de Kansas City.